# Professurer vid Handelshögskolan i Stockholm

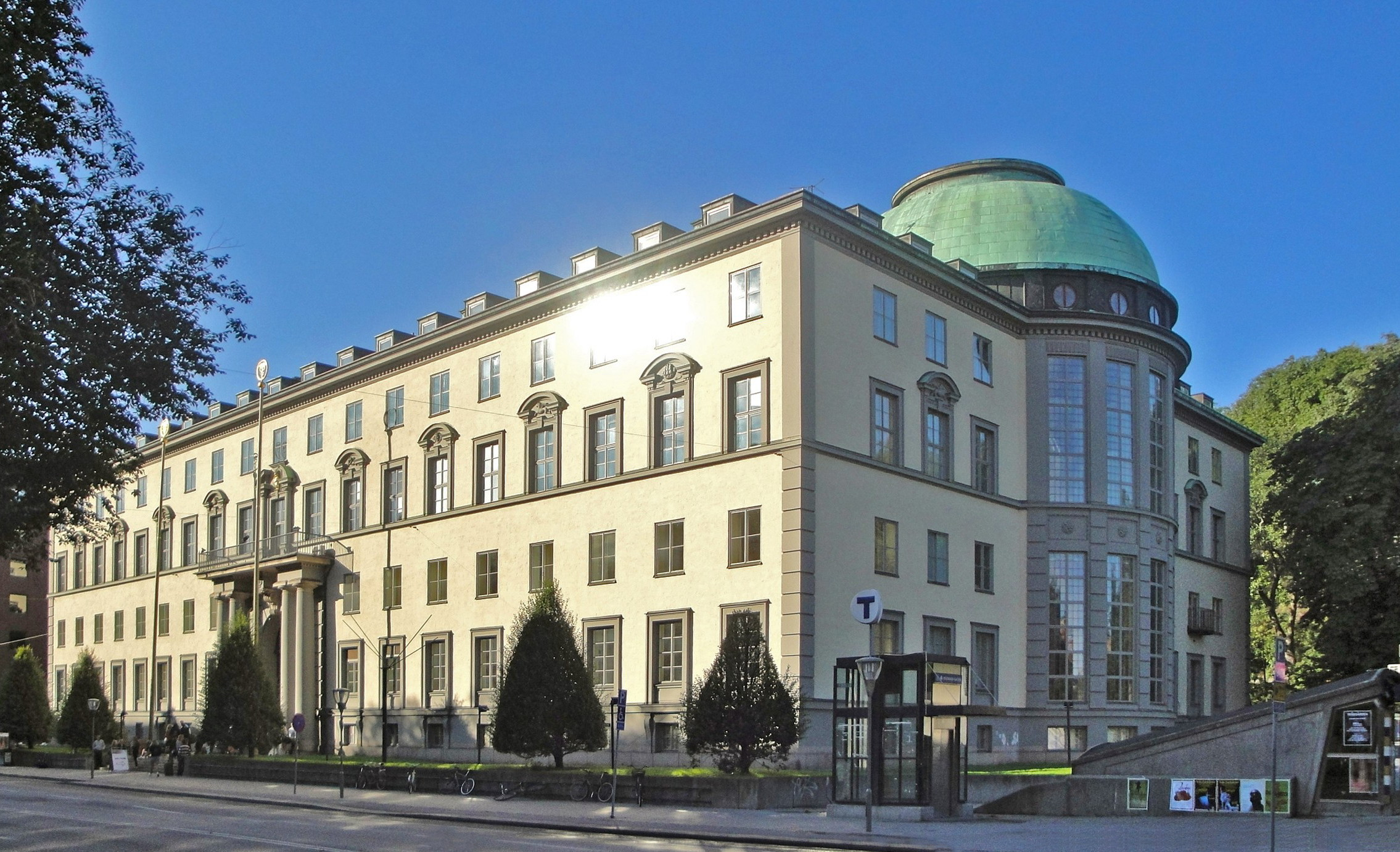
Handelshögskolan i Stockholm är en privat högskola grundad 1909.

Professurer vid Handelshögskolan i Stockholm. Professor är den högsta lärartjänsten vid Handelshögskolan i Stockholm. En professor är ansvarig för forskning och forskarutbildning inom sitt ämne och förutsätts kunna företräda ämnet internt och externt. Utöver anställning som professor finns varianter såsom adjungerad professor och gästprofessor. Dessa är tillfälligt anställda och har normalt uppgifter som rör specifika kompetensområden eller forskningsprogram.
Handelshögskolan använder amerikanska titlar på olika akademiska tjänster och befattningar. Handelshögskolan använder de amerikanska beteckningarna assistant professor (svenska: forskarassistent) och associate professor (svenska: universitetslektor eller docent). Dessa befattningar räknas inte som professurer i Sverige eller EU.

## Heltidsanställda professorer

### Professor

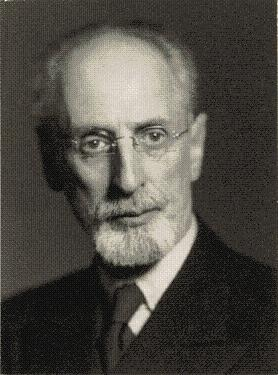
Eli Heckscher, en av Handelshögskolan i Stockholms två första ordinarie professorer och Sveriges första professor i ekonomisk historia, sägs vara ansvarig för att ekonomisk historia numera är ett självständigt ämne vid svenska högskolor.

Professor är titeln för de högst utbildade lärarna vid Handelshögskolan. Ämbetet benämns professur. En professor är ansvarig för forskning och forskarutbildning inom sitt ämne och förutsätts kunna företräda ämnet internt och externt. Högskolans första professor var Carl Hallendorff, som av Handelshögskoleföreningen utsågs till professor namn, heder och värdighet (idag professors namn) 1908. Hallendorff utnämndes 1909 även till högskolans första rektor, en tjänst han innehade till 1929. Högskolans första ordinarie professorer utsågs 1909, då Gunnar Andersson utnämndes till professor i ekonomisk geografi (1909–1928) och Eli Heckscher utnämndes till professor i nationalekonomi och statistik (1909–1929, senare utnämnd till professor i ekonomisk historia 1929–1944). 

### Donationsprofessurer
En donationsprofessur är en professorstjänst som finansieras genom en riktad extern donation till högskolan. Tjänsten utlyses sedan på normalt sätt i öppen konkurrens och med extern sakkunnig granskning. Det finns ingen formell bortre gräns för innehavet av en donationsprofessur, men beroende på donationens storlek kan anställningen tidsbegränsas. Det har också förekommit att finansieringsansvaret övertagits av den aktuella högskolan när donationsmedlen förbrukats.

#### Historia
Staffan Burenstam Linder hade tidigare doktorerat i nationalekonomi under professor Bertil Ohlin vid Handelshögskolan och varit professor i nationalekonomi vid högskolan sedan 1974. Han hade även ett omfattande politiskt engagemang. Han hade varit riksdagsledamot sedan 1969, varit handelsminister 1976–78 och 1979–81 och länge varit betraktad som möjlig efterträdare till moderaternas partiledare Gösta Bohman. 
Handelshögskolan i Stockholms direktion utsåg 1986 Staffan Burenstam Linder att efterträda Per-Jonas Eliæson (rektor 1970–1986) som högskolans rektor. Den nye rektorn hade höga ambitioner för högskolan. I en intervju i Dagens Industri, strax efter tillträdet, sa Burenstam Linder "Handelshögskolan i Stockholm ska vara i världsklass. Den ska mäta sig med de absolut bästa i världen: Stanford, Harvard och Wharton School". Handelshögskolan hade dittills främst varit inriktad på Sverige och svenska företag.

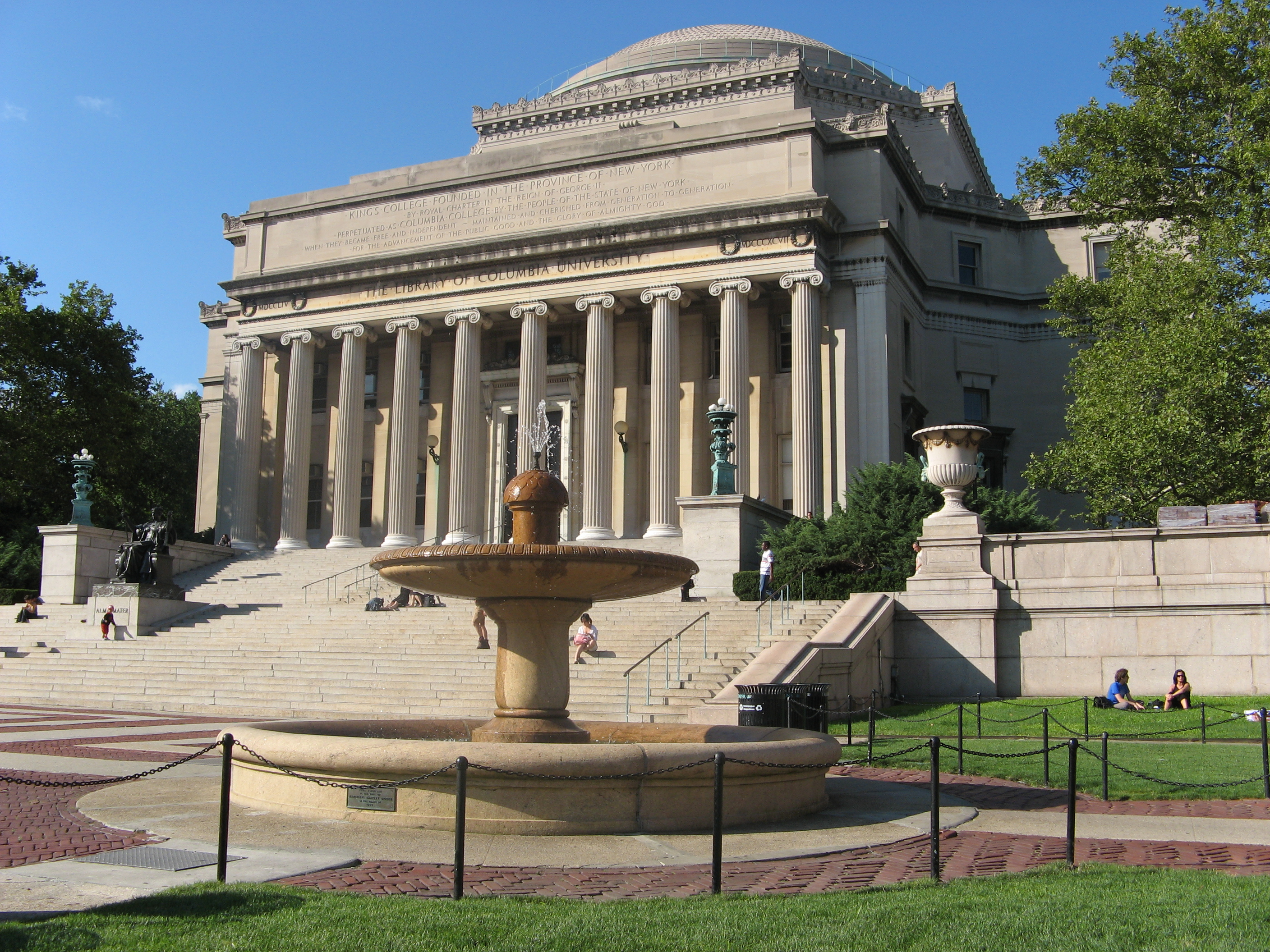
Staffan Burenstam Linder hade tagit intryck av Columbia Universitys finansieringsmodell

Staffan Burenstam Linders tid som rektor innebar att perspektivet förändrades och högskolan växte kraftigt, i Sverige såväl som internationellt. Bland annat etablerades systerskolan Stockholm School of Economics in Riga 1994 och senare även Stockholm School of Economics in Russia i Sankt Petersburg 1997. Expansionen kostade mycket pengar. Högskolan hade dittills haft två huvudsakliga finansieringskällor. Dels bidraget från staten, dels avkastningen på Handelshögskoleföreningens kapital. Burenstam Linder hade arbetat vid de amerikanska elituniversiteten Columbia, Yale och Stanford och tagit intryck av deras affärsmodell, som i mycket större utsträckning berodde av donationer från företag och privatpersoner. Han ville implementera en liknande modell vid Handelshögskolan. 
Burenstam Linders arbete för att öka högskolans intäkter inriktade sig på tre områden. Han ville vidareutveckla och expandera högskolans inkomstbringande kursverksamhet för chefer (Institutet för företagsledning, IFL), ge privata företag möjlighet att donera pengar till högskolan genom Handelshögskolan i Stockholms partnerprogram, och inrätta donationsprofessurer. Dessa gjorde det möjligt för stiftelser, företag och privatpersoner att donera pengar till skolan och få en professur uppkallad efter sig själv. Innan Burenstam Linders tillträde som rektor hade högskolan några enstaka donationsprofesurer, idag har man 20, fler än någon annan högskola eller universitet i Nordeuropa

#### Donationsprofessurer idag
Det finns idag cirka tjugo donationsprofessurer vid högskolan, finansierade genom donationer från privata stiftelser, företag och personer. Familjerna Wallenberg (genom Wallenbergstiftelserna) och Söderberg (genom Torsten och Ragnar Söderbergs stiftelser) har finansierat fyra professurer var. Handelsbanksstiftelserna (Jan Wallander och Tom Hedelius stiftelse och Thore Browalds stiftelse) har finansierat två professurer. Högskolans äldsta donationsprofessur är A O Wallenbergs professur i nationalekonomi och bankvetenskap. Den inrättades 1917 genom en donation från Knut och Alice Wallenbergs stiftelse, samma år som stiftelsen grundades av Knut Agathon Wallenberg, som också är Handelshögskolan i Stockholms grundare. Den är namngiven efter Wallenbergs far André Oscar Wallenberg och innehas sedan 1995 av professor Jörgen W Weibull.

#### Lista över donationsprofessurer vid Handelshögskolan i Stockholm

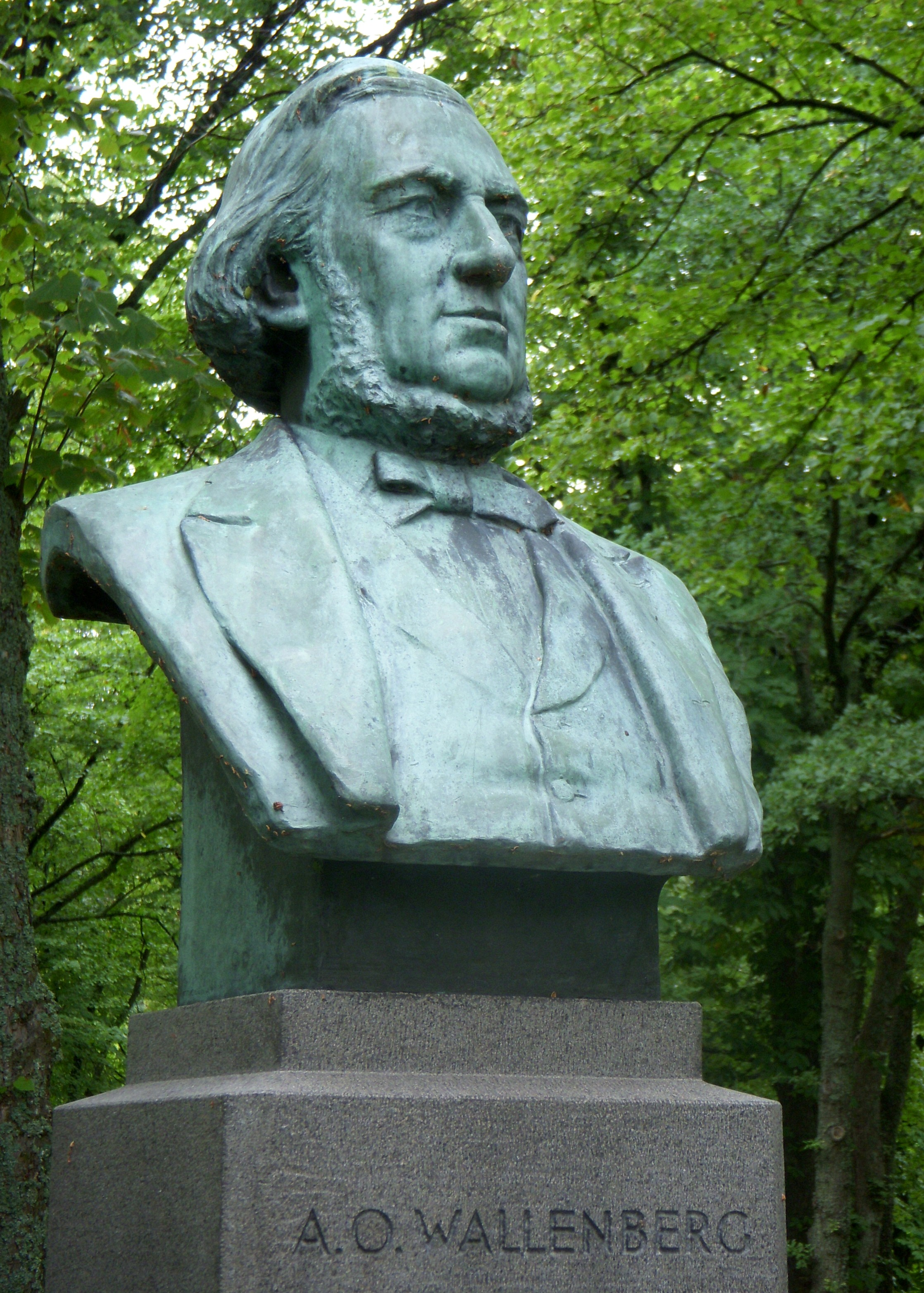
Handelshögskolans äldsta donationsprofessur är namngiven efter André Oscar Wallenberg (1816-1886)

- A O Wallenbergs professur i nationalekonomi och bankvetenskap
- Bo Rydins och SCA:s professur i företagsekonomi
- Familjen Bonniers professur i företagsekonomi
- Familjen Stefan Perssons professur i företagsekonomi
- Gösta Olsons professur i finansiell ekonomi
- Handelshögskolans jubileumsprofessur i finansiell ekonomi
- ICA-handlarnas professur i företagsekonomi
- Jacob Wallenbergs professur i nationalekonomi
- Jacob and Marcus Wallenberg Chair in Innovative and Sustainable Business Development
- Jan Wallanders professur i företagsekonomi
- KPMG:s professur i företagsekonomi
- Matts Carlgrens professur i företagsekonomi
- Olof A Söderbergs professur
- Peter Wallenbergs professur i finansiell ekonomi
- Peter Wallenbergs professur i internationell marknadsföring
- Ragnar Söderbergs professur i ekonomi
- Ragnar Söderbergs professur i nationalekonomi
- Stockholm stads professur i företagsekonomi
- Tore Browaldhs professur i internationell ekonomi
- Torsten och Ragnar Söderbergs professur i företagsekonomi
- Öhrlings Pricewaterhousecoopers professur i redovisning och revision
- 1946 års donationsprofessur i företagsekonomi

## Tidsbegränsade eller tillfälligt anställda professorer

### Adjunct professor och acting professor
En adjungerad professor (engelska: adjunct professor, acting professor) tillsätts med extern finansiering och har en begränsad tjänstgöringstid. En adjungering baseras ofta på att Handelshögskolan får möjligheten att knyta till sig en expert som varit verksam inom näringslivet eller motsvarande. Den adjungerade professorn arbetar deltid på högskolan, med en tjänstgöringsgrad på mellan 20 och 50 procent, och övrig tid hos sin ordinarie arbetsgivare. Tillsättningen av tjänsten är inte konkurrensutsatt eftersom det handlar om en bedömning av den aktuella individens eventuella professorskompetens. Efter avslutad adjungering kan professorstiteln inte längre användas.

### Visiting professor
En gästprofessor (engelska: visiting professor) är en akademiker som visstidsanställts vid Handelshögskolan i Stockholm, men som normalt har sin tjänst vid annat lärosäte. En gästprofessor är ofta professor eller lektor vid sin ordinarie institution. Givet sin existerande anställning vid annat lärosäte eller institut behöver en gästprofessor inte genomgå den sakkunniggransking som annars föregår anställning som professor vid Handelshögskolan.

## Pensionering, avslutad tjänstgöring, seniorprofessor

### Professor emeritus

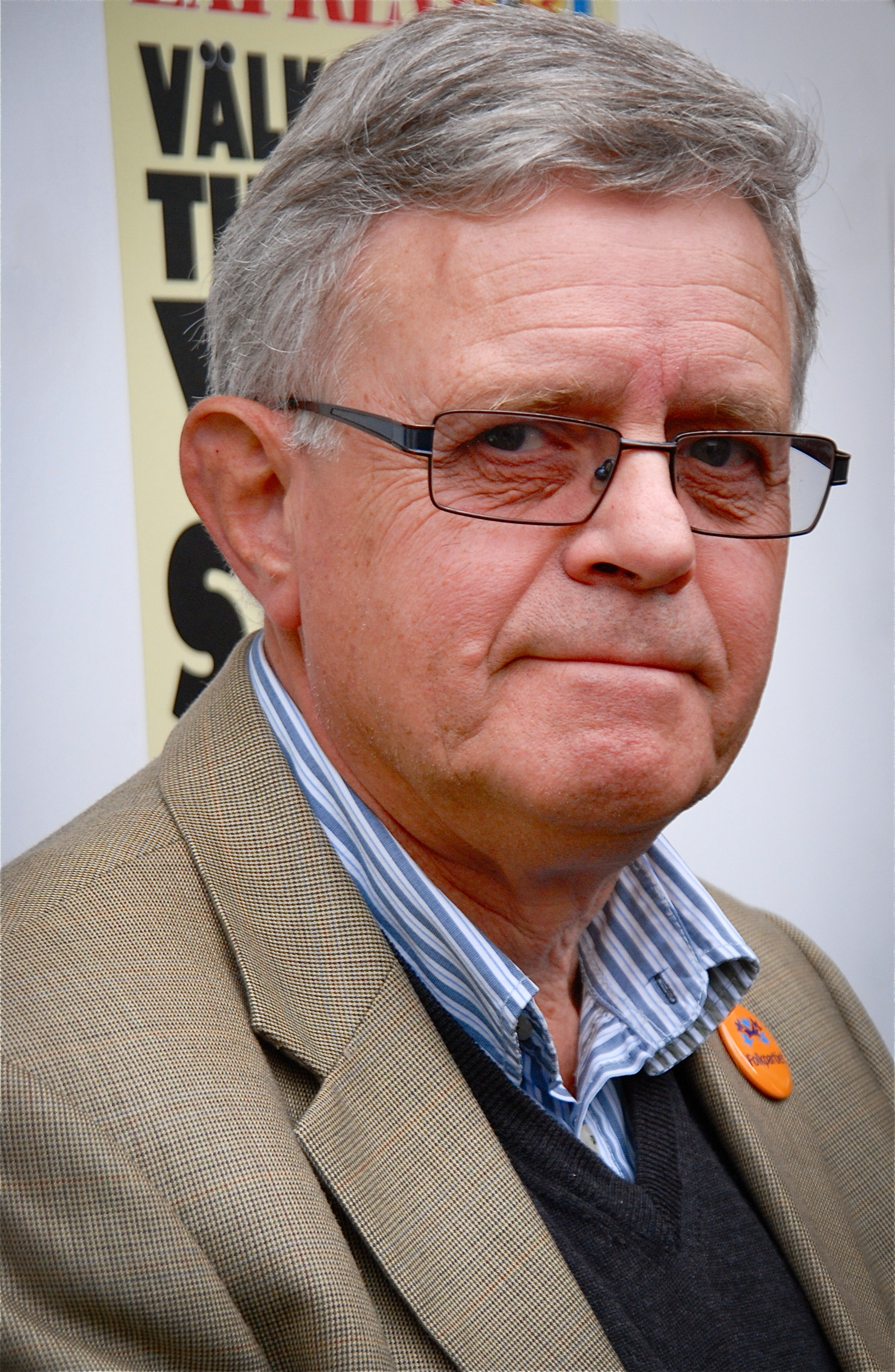
Carl B Hamilton, adjungerad professor i internationell ekonomi med särskild inriktning mot handelsrätt 1999-2005, före detta professor 2005-

När en heltidsanställd professor pensioneras från sin tjänst får han eller hon titeln professor emeritus eller emerita, vilket markerar att professorn har kvar sin titel och alltjämt är knuten till Handelshögskolan i Stockholm.

### Före detta professor
En före detta professor eller en tidigare professor är ingen särskild titel utan endast ett uttryck för någon som tidigare har tjänstgjort som professor, men som har avslutat sin tjänstgöring och därav inte längre har rätt att använda titeln. Hit hör professorer som varit innehavare av tidsbegränsade eller tillfälliga tjänster, bland annat adjungerade professorer, men även heltidsanställda professorer som exempelvis sökt sig till annat yrke.

### Seniorprofessor
En tidigare heltidsanställd professor kan efter 67 års ålder tidsbegränsat återanställas vid högskolan då verksamhetsbehov föreligger och det är möjligt av ekonomiska skäl. Behov kan motiveras av speciell kompetens för att överbrygga nyrekrytering under viss tid eller för pågående och externfinansierade forskningsprojekt eller för anknytning ("affiliering") till högskolan för att kunna representera detta i speciella sammanhang. En sådan anställning innebär i vanliga fall en deltidsanställning. En professor som anställs under någon av dessa förutsättningar erhåller titeln seniorprofessor.

## Relaterade begrepp
- Professors namn är beteckningen på en hederstitel, som i särskild ordning utdelas av regeringen. Titeln kallades ursprungligen professors namn, heder och värdighet. Carl Hallendorff utsågs till professor namn, heder och värdighet av Handelshögskoleföreningen 1908. Hallendorff utnämndes senare till högskolans första rektor 1909, en tjänst han innehade till 1929

## Övriga befattningar

### Associate professor

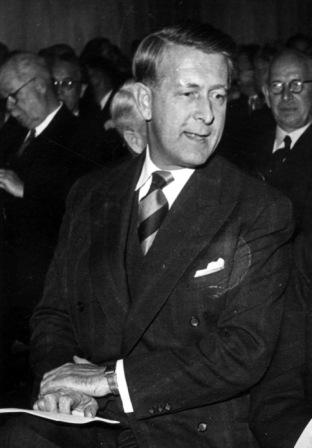
Bertil Ohlin, professor i nationalekonomi 1929–1965, professor emeritus efter sin pensionering 1965, erhöll Sveriges Riksbanks pris i ekonomisk vetenskap till Alfred Nobels minne 1977 tillsammans med James Meade. Hans viktigaste bidrag är Heckscher-Ohlin-teoremet.

Tjänsten universitetslektor (engelska, Storbritannien: senior lecturer, USA: associate professor), även benämnd docent (vilket är en vetenskaplig kompetensmarkering och inte ett yrke).

### Assistant professor
Tjänsten forskarassistent (engelska: associate professor) tillsätts i konkurrens mellan forskare med doktorsexamen. Under forskarassistentåren bygger forskaren självständigt upp sin egen forskning. Handledning och undervisning är andra viktiga aktiviteter vid sidan om forskningen. Det är vanligt att man under denna tid också kvalificerar sig för docentkompetens. Det kan även vara avgörande för om man efter forskarassistenttjänst kan få en lektorstjänst. Namnet på denna tjänst kan vara förvirrande eftersom forskarassistenten inte fungerar som någons assistent, utan verkar självständigt. Forskarassistent ska inte förväxlas med forskningsassistent (engelska: research assistant) som fungerar som assistent i ett forskningsprojekt och vanligen inte har högre examen.

### Research fellow
En postdoktor (förkortas postdok, engelska: research fellow) medarbetare innehar en temporär forskningstjänst eller forskningsstipendium, efter disputationen och är till för att den nydisputerade forskaren ska ha möjlighet att bygga en egen forskningsprofil. Periodens längd varierar kraftigt, men syftet är att skapa ett oberoende gentemot förutvarande doktorandhandledaren. En eller flera postdoktorsperioder är en stor fördel när forskaren söker nästa typ av tjänst, till exempel en forskarassistenttjänst. Postdoktorsforskare kan denne koncentrera sig nästan enbart på forskning, vilket universitetslärare mycket sällan kan